# Ophiomyia gracilimentula
Ophiomyia gracilimentula är en tvåvingeart som beskrevs av Mitsuhiro Sasakawa 2005. Ophiomyia gracilimentula ingår i släktet Ophiomyia och familjen minerarflugor.
Artens utbredningsområde är El Salvador. Inga underarter finns listade i Catalogue of Life.